# Roc de Sant Salvador
Le roc de Sant Salvador ou roc Saint-Sauveur est un sommet des Pyrénées orientales, dans le massif des Salines, situé sur le territoire d'Amélie-les-Bains-Palalda. Il culmine à 1 235 m.

## Toponymie
Le roc s'appelait Montdony ou Mondony au Moyen Âge, époque où une tour et un château se dressaient sur ses flancs. 
Au XIe siècle apparaissent pour la première fois dans les textes les formes Monte Domino et Monte Donno ainsi que Castrum Monte Domno. Le mot latin Castrum signifie « château ». Le mot Mons (génitif : Montis) peut désigner aussi bien un mont (mot français qui en est le descendant) qu'un château situé sur une hauteur.
La deuxième partie du nom est plus problématique. Il s'agit sans doute du nom d'un propriétaire, sans qu'on puisse discerner si celui-ci s'appelait Dominus, Domnus ou Donnus. Le n a ensuite été progressivement mouillé, on trouve les formes Doin et Doyn au XIIe siècle puis Montdony en 1400, le t intermédiaire ayant tendance à disparaître par la suite. Une autre hypothèse propose le sens de mont du donjon.
Le nom Mondony ou Montdony est passé à la rivière qui passe en contrebas.
L'expression Sant Salvador (Saint-Sauveur) évoquant le Christ, apparaît vers 1400, peut-être pour masquer un antique culte païen.

## Géographie

### Situation

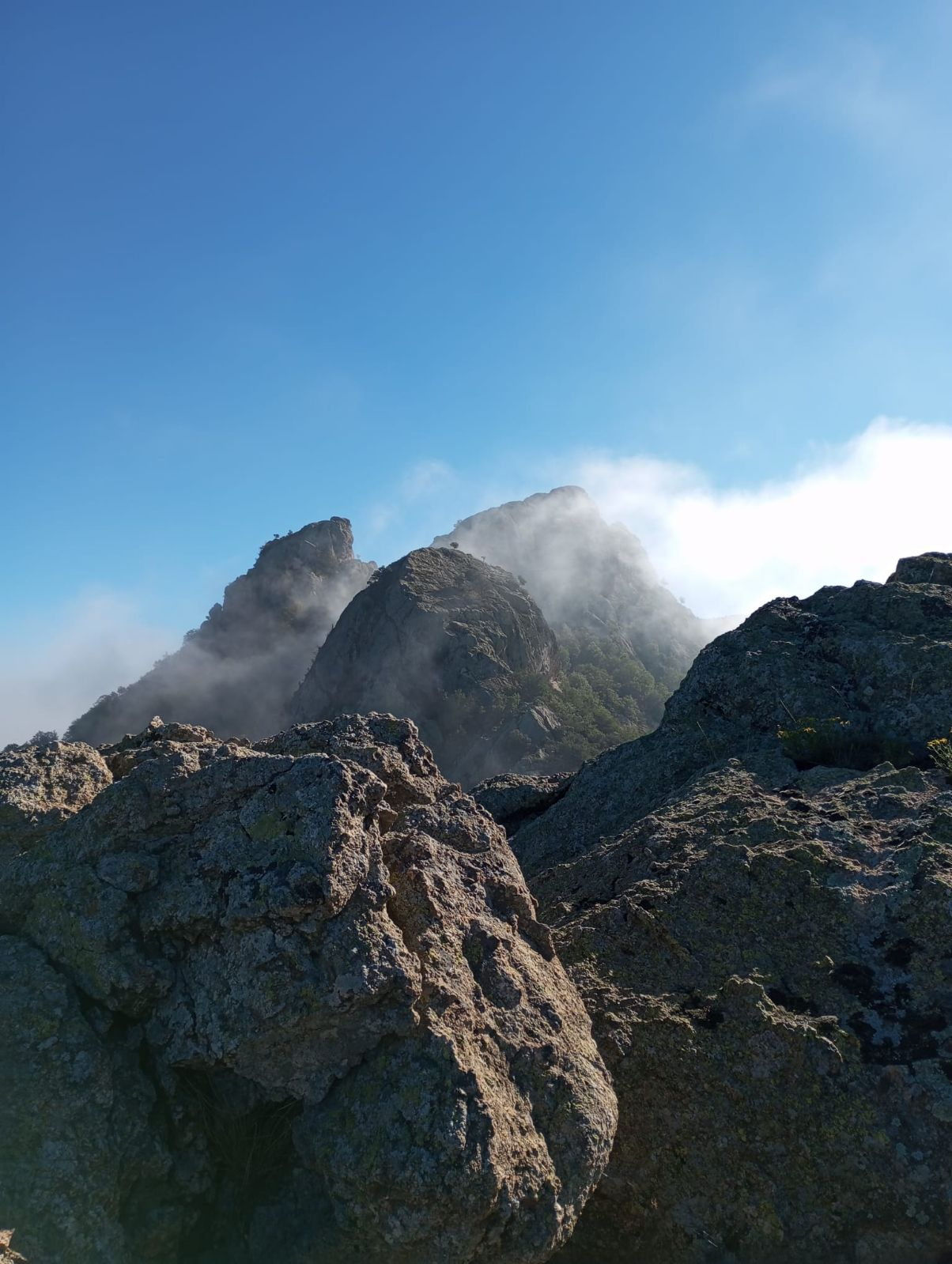
Les pointes rocheuses du Saint-Sauveur dans la brume.

Le roc de Sant Salvador se situe dans l'Est des Pyrénées, légèrement en retrait par rapport à la ligne de crête principale qui marque la frontière entre l'Espagne et la France. Il se trouve, avec ses flancs, entièrement à Amélie-les-Bains-Palalda sur le territoire du village et ancienne commune de Montalba-d'Amélie, dans le département français des Pyrénées-Orientales.
Le roc se dresse au centre du bassin versant de la rivière Montdony. Il sépare la vallée du Montdony de celle, plus large, de son affluent, le Terme.

### Accès
Le sommet et ses abords immédiats ne sont accessibles par aucune route. Le GR 10, sans passer par le roc, le contourne et permet de s'en approcher. Le point le plus près du sommet sur le GR 10 est le coll Cerdà, à 1 057 m d'altitude, à 650 m de distance.
Deux sentiers balisés, l'un depuis le molí de la Paleta à l'ouest, l'autre depuis Montalbà au nord — deux étapes sur le GR 10 — permettent de rallier le sommet. 

## Activités

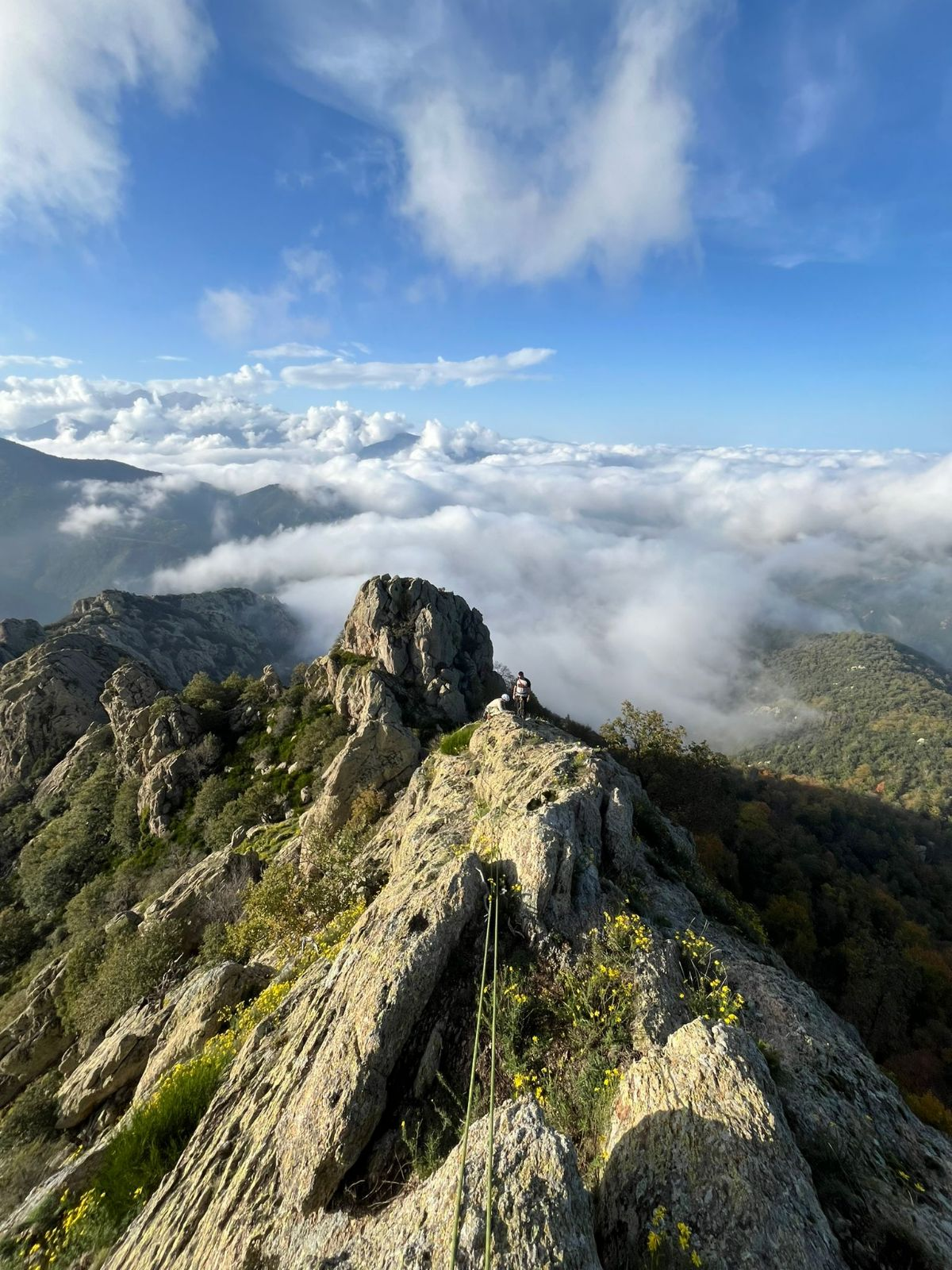
Deux grimpeurs engagés dans l'escalade du roc Saint-Sauveur, relais au-dessus d'une mer de nuage.